# Pecan Hill
Pecan Hill è un centro abitato degli Stati Uniti d'America, situato nella contea di Ellis dello Stato del Texas.
La popolazione era di 626 persone al censimento del 2010.

## Geografia fisica
Pecan Hill è situata a 32°29′07″N 96°46′59″W (32.485411, -96.783041).
Secondo lo United States Census Bureau, ha un'area totale di 5.1 square kilometers (2.0 sq mi).

## Società

### Evoluzione demografica
Secondo il censimento del 2000, c'erano 672 persone, 226 nuclei familiari e 200 famiglie residenti nella città. La densità di popolazione era di 345,0 persone per miglio quadrato (133,1/km²). C'erano 234 unità abitative a una densità media di 120,1 per miglio quadrato (46,3/km²). La composizione etnica della città era formata dal 93,75% di bianchi, l'1,19% di afroamericani, lo 0,30% di nativi americani, il 4,32% di altre razze, e lo 0,45% di due o più etnie. Ispanici o latinos di qualunque razza erano l'8,78% della popolazione.
C'erano 226 nuclei familiari di cui il 44,2% aveva figli di età inferiore ai 18 anni, il 73,9% erano coppie sposate conviventi, il 12,8% aveva un capofamiglia femmina senza marito, e l'11,1% erano non-famiglie. Il 9,3% di tutti i nuclei familiari erano individuali e il 3,1% aveva componenti con un'età di 65 anni o più che vivevano da soli. Il numero di componenti medio di un nucleo familiare era di 2,97 e quello di una famiglia era di 3,14.
La popolazione era composta dal 29,5% di persone sotto i 18 anni, il 7,0% di persone dai 18 ai 24 anni, il 28,4% di persone dai 25 ai 44 anni, il 28,1% di persone dai 45 ai 64 anni, e il 7,0% di persone di 65 anni o più. L'età media era di 39 anni. Per ogni 100 femmine c'erano 98,8 maschi. Per ogni 100 femmine dai 18 anni in giù, c'erano 88,1 maschi.
Il reddito medio di un nucleo familiare era di 55.000 dollari, e quello di una famiglia era di 57.596 dollari. I maschi avevano un reddito medio di 43.125 dollari contro i 29.432 dollari delle femmine. Il reddito pro capite era di 21.195 dollari. Circa il 3,1% delle famiglie e il 2,6% della popolazione erano sotto la soglia di povertà, incluso il 2,0% di persone sotto i 18 anni enessuno di 65 anni o più.